# こたえてちょーだい!
『こたえてちょーだい!』（英称:cotaetecho-dai）は、2001年4月2日から2007年3月30日までフジテレビ系列で平日昼前に放送されていた生活情報ワイド・バラエティ番組である。通称「こたちょ」。前番組は、『噂のどーなってるの?!』。地上デジタルではハイビジョン放送。

## 概要
放送開始当初は『どうーなってるの?!』とは違う路線で、再現ドラマは無く、主婦向けの情報番組の体裁を取っていた。番組の途中には元スポーツ選手である川合俊一による健康体操を披露するコーナーもあった。
しかし、評判が悪かったのか、次第に『どうーなってるの?!』と同じように毎回1つのテーマに沿って視聴者から募集した体験談・情報を再現ドラマで紹介するという形に戻っていった。代表的なテーマは「二重生活」「嫁・姑」「悪魔のような女友達」「私の周りのエロオヤジ」「ストーカー」など。また「火の車借金家族救出」「二重生活」などでは実際の体験者をリポーターが取材する。しかし、『どうーなってるの?!』の頃と違い、特集によっては再現ドラマの演出でのグロさが際立つ事があった。これに関しては視聴者からの抗議も多く寄せられていたが、末期ではどんな内容でも家族の絆を強調する等、無理やり感動路線に持っていく傾向にあった。なお、貧乏家族特集（2006年3月22日放送）などの様に再現ドラマがない日もあった。
番組後半には『郁恵・井森のデリ×デリキッチン!』、ディノス提供の『いいものブラボー!』が放送されていた。なお、これらのコーナーは『こたえてちょーだい!』がネットされていない系列局でも放送されていることがあった。
オープニングでは、フジテレビ社屋の球体部分をビンゴゲームの本体に見立て、そこからパチンコのように玉が出てくるアニメーションであった。
2005年秋の時点では在京局の同時間帯の番組の中で、本番組が平均で6 - 8%程度と視聴率1位を誇っていたが、2006年10月10日放送分では3.9%（関東地区、ビデオリサーチ調べ）と番組史上最低視聴率を記録してしまった。その後も5%を切る日が続いていた。2006年10月頃から1週間通して同じ特集が組まれたり、著名人の体験談等を再現ドラマ化したり、「金曜サスペンス劇場」では携帯電話を通して視聴者も参加できるようにしたり、また番組表にゲスト出演者の名前を記載する等の対策が行われた。さらに、11月14日の放送から10時台後半に新コーナーを急遽立ち上げた。これに伴い、再現ドラマが2本の日もあった。
2007年3月30日に姉妹番組『ひるこた!』とともに終了した。

## 主な出来事
- 2005年3月9日に放送1000回を迎えた。
- 2005年10月から、菊間千乃に代わり、中村仁美が川合とともに司会を担当（この件に関しては、後述）。また、番組開始以来初めてセットが変更された。
- 2006年4月7日から、兄弟番組『ひるこた!』（金曜14:05 - 15:00）を放送開始。川合俊一と戸部洋子アナが司会を担当した。

### 菊間の謹慎・降板時の対応
2005年7月16日、司会の菊間が当時未成年だった内博貴に飲酒させた問題で、減給と無期限出演停止の処分を受けたため、同年7月18日放送分からしばらくの間、佐藤里佳、藤村さおり、石本沙織、中村仁美、千野志麻が日替わりで代理司会を務めた。なお、7月18日の放送では冒頭で佐藤が「今週は菊間が1週間お休みです」との説明をした。
その後、正式な処分が決定した段階で菊間は番組を降板。7月25日放送の冒頭で政井マヤが視聴者に対して謝罪した。その後しばらくの間は、月 - 水曜日：政井マヤ、木曜日：中村仁美、金曜日：石本沙織が代理を担当。そして10月10日以降は中村が全曜日の正式レギュラー司会者になった。
菊間の正式後任を決めるまでに時間を要したのは、「菊間のようにアドリブ対応ができるアナウンサーがいなかったため」と週刊誌に報じられた。

### 代理司会
- 2005年8月10日 - 8月19日、川合が腰部捻挫で入院のため、山中秀樹が代役を務めた。

## タイムテーブル
- 9:55　オープニング、メインのコーナー
- 10:30頃 新コーナー（2006年11月14日開始）
  - 月曜 - 聞いてちょーだい!（2006年11月20日開始）
  - 火曜 - 激論!ダメ○○（2006年11月14日開始、○○の部分には毎回違ったものが入る）
  - 水曜 - 極楽秘足裏術（2006年11月15日開始）
  - 木曜 - 人気特集など
  - 金曜 - 金曜サスペンス劇場
- 10:50頃　赤まる子ちゃんタイム
- その日の夜や週末に放送されるフジテレビの番組を紹介。新番組開始時等にはゲストの生出演も。

その日の夜に、特番やドラマなどがあって番組宣伝に来たゲストは、ここまで出演のゲストもいる。
番組開始当初は広報部の矢崎かおりが赤まる子ちゃんとしてコーナーの進行をしていた。
- 10:54頃 郁恵・井森のデリ×デリキッチン!
- 11:10頃 いいものブラボー!
- 11:20頃 エンディング（投稿採用者へのプレゼントを発表）

「デリ×デリキッチン!」以外は原則生放送。
- 11:23頃 明日（来週）の予告

## 出演者

### 司会・進行
男性
- 川合俊一 - 後番組『わかってちょーだい!』も続投。

女性
| 期間       | 期間      | 月曜日   | 火曜日     | 水曜日   | 木曜日   | 金曜日   |
| ---------- | --------- | -------- | ---------- | -------- | -------- | -------- |
| 2001.4.2   | 2005.7.15 | 菊間千乃 | 菊間千乃   | 菊間千乃 | 菊間千乃 | 菊間千乃 |
| 2005.7.18  | 2005.7.22 | 佐藤里佳 | 藤村さおり | 石本沙織 | 中村仁美 | 千野志麻 |
| 2005.7.25  | 2005.10.7 | 政井マヤ | 政井マヤ   | 政井マヤ | 中村仁美 | 石本沙織 |
| 2005.10.10 | 2007.3.30 | 中村仁美 | 中村仁美   | 中村仁美 | 中村仁美 | 中村仁美 |

### コメンテーター
- マルシア（準レギュラー、主に火、水曜日担当）
- 高見恭子（準レギュラー、主に木曜日担当）
- ブラザートム
- パパイヤ鈴木
- 笑福亭鶴光
- 江原啓之
- 小沢遼子
- ハリセンボン

他

### リポーター
- ミスターちん
- 彦摩呂
- ブラザートム

他

### 再現ドラマ
- 大鶴義丹（「マザコン男」として再現ドラマにゲスト出演し、スタジオゲストとしても登場）
- いち・もく・さん
- COLORS
  - 福島カツシゲ（現在富良野でシゲモッコリとして奮闘中。参考ブログCD富良野）
  - 石山博士
  - 若林幸樹
- 渡辺火山
- 片岡明日香
- 稲村優奈
- 二宮直子
- 小桜セレナ
- 鈴木ひろみ
- 清水武子
- 藤森よし枝
- 上野太
- 藤井尊弘
- 梅小鉢
- 井上佳子
- 山浦栄
- ボギー吉村
- 若林正恭

他多数
2006年10月は谷隼人、ブラザートム、江川達也等の著名人や、司会の中村も出演した。

### ナレーター
- 真地勇志（月・火・水）
- 遠藤武（木・金）

### 郁恵・井森のデリ×デリキッチン!
- 榊原郁恵
- 井森美幸

### いいものブラボー!（前：いいものふぁんくらぶ枠）
- 中野安子（放送開始 - 2005年4月1日）
- 井上佳子（放送開始 - 2005年4月1日）
- 遠藤麻子（2005年4月4日 - 2006年9月29日）
- 阪田陽子（2005年4月4日 - 2007年3月30日）
- 戸北宗寛（2005年10月10日 - 2006年9月）
- 相川聡（2006年10月 - 2007年3月30日）
- 山本潤（2006年10月 - 2007年3月30日）

## スタッフ
- 企画／古賀憲一
- 構成／浜田悠、窪添智子、中本麻理、兼上頼正、杉山文三枝
- ブレーン／松岡孝
- テーマ音楽／山崎耀
- 技術／八峯テレビ
- ロケ技術／ビジュアルコミュニケーションズ
- 音響効果／清水康義（プロジェクト80）
- 美術／安藤典和
- セットデザイン／石森慎司
- 美術進行／石川利久
- 電子タイトル／佐藤新
- CGデザイン／OMNIBUS JAPAN
- キャラクターデザイン／
- タイトル／原野真理子
- 編成担当／大野貢、岡澤雄一（フジテレビ）
- タイムキーパー／荒井庸子
- AD／小野寺譲二、岸宏美、鈴木章浩、呉基弘
- AP／渡辺祐宏、滝沢みゆき
- ディレクター／鹿又泰宏、大錦玄孝、松井英泰、小畑珠子、遠藤孝之、伊藤和美、木曽川文彦、井上直彦　他
- チーフディレクター／立浪仁志
- プロデューサー／岡部勝也、岡山富子、柴田多美子、花苑博康 ／ 天間俊一（「いいものブラボー」担当）
- 協力／フルネット
- 制作協力／日本テレワーク
- 制作著作／フジテレビ

## ネット局
| 放送対象地域   | 放送局                     | 系列           | 放送時間    | 放送曜日    |
| -------------- | -------------------------- | -------------- | ----------- | ----------- |
| 関東広域圏     | フジテレビ（CX）【製作局】 | フジテレビ系列 | 9:55～11:25 | 月曜 - 金曜 |
| 岩手県         | 岩手めんこいテレビ（mit）  | フジテレビ系列 | 9:55～11:25 | 月曜 - 金曜 |
| 宮城県         | 仙台放送 (OX)              | フジテレビ系列 | 9:55～11:25 | 月曜 - 金曜 |
| 秋田県         | 秋田テレビ (AKT)           | フジテレビ系列 | 9:55～11:25 | 月曜 - 金曜 |
| 山形県         | さくらんぼテレビ（SAY）    | フジテレビ系列 | 9:55～11:25 | 月曜 - 金曜 |
| 福島県         | 福島テレビ（FTV）          | フジテレビ系列 | 9:55～11:25 | 火曜 - 金曜 |
| 新潟県         | 新潟総合テレビ（NST）      | フジテレビ系列 | 9:55～11:25 | 月曜 - 金曜 |
| 長野県         | 長野放送（NBS）            | フジテレビ系列 | 9:55～11:25 | 月曜 - 金曜 |
| 静岡県         | テレビ静岡（SUT）          | フジテレビ系列 | 9:55～11:25 | 月曜 - 木曜 |
| 富山県         | 富山テレビ（BBT）          | フジテレビ系列 | 9:55～11:25 | 月曜 - 金曜 |
| 福井県         | 福井テレビ（FTB）          | フジテレビ系列 | 9:55～11:25 | 水曜 - 金曜 |
| 島根県・鳥取県 | 山陰中央テレビ（TSK）      | フジテレビ系列 | 9:55～11:25 | 月曜 - 金曜 |
| 岡山県・香川県 | 岡山放送（OHK）            | フジテレビ系列 | 9:55～11:25 | 月曜 - 金曜 |
| 愛媛県         | テレビ愛媛（EBC）          | フジテレビ系列 | 9:55～11:25 | 月曜 - 金曜 |
| 高知県         | 高知さんさんテレビ（KSS）  | フジテレビ系列 | 9:55～11:25 | 月曜 - 金曜 |
| 佐賀県         | サガテレビ（STS）          | フジテレビ系列 | 9:55～11:25 | 月曜 - 金曜 |
| 長崎県         | テレビ長崎（KTN）          | フジテレビ系列 | 9:55～11:25 | 月曜 - 木曜 |
| 熊本県         | テレビくまもと（TKU）      | フジテレビ系列 | 9:55～11:25 | 月曜 - 金曜 |
| 鹿児島県       | 鹿児島テレビ（KTS）        | フジテレビ系列 | 9:55～11:25 | 月曜 - 木曜 |
| 沖縄県         | 沖縄テレビ（OTV）          | フジテレビ系列 | 9:55～11:25 | 月曜 - 金曜 |

1. ↑  毎月第3週と第4週の月曜と水曜のみテレショップを放送するため休止の場合がある。
2. ↑  民教協の番組を月曜日のこの時間帯にネットしている為。
3. ↑  金曜は「いいものブラボー!」のみネットしている。金曜のみ放送していないためか、11:23頃の明日の予告は放送していない。
4. ↑  通販番組などの番組の放送の為。
5. ↑  2006年4月にネット開始。金曜は「郁恵・井森のデリ×デリキッチン!」、「いいものブラボー!」のみネットしている。
6. ↑  金曜はヒューマン九州21 家族のうた（九州・沖縄8局ネット）やおしゃべりサラダなどをこの時間帯にネットしている為、未放映。
7. ↑  2006年4月にネット開始。

- FNS基幹局の一部では、同時間帯は『こたえてちょーだい!』をネットせずに自社制作番組を放送していることがあった。なお、各局のローカル番組が休止の場合も本番組はネットせずに、再放送のアニメ、ドラマ、バラエティなどを放送したことがある。
- 地方ローカル局で本番組をネットしていない局は石川テレビ（※1）、テレビ大分（※2）、テレビ宮崎（※3）である。これらの局は、ローカル番組や通販番組などが編成されている。ただし、石川テレビでは「こたえてちょーだい発 投稿！ニッポンの家族 超ハプニング大賞」（関東では、2006年5月14日放送）を2006年9月8日に放送した。
- クロスネット局のテレビ宮崎では「アサデス。九州・山口」が九州朝日放送をキーステーションとする九州・山口のANN系列局と同時でネットしている。

※1、フルネット局の中では唯一放送されていない。

※2、日本テレビ系とのクロスネット局。

※3、日本テレビ系・テレビ朝日系とのクロスネット局。